# Brosimum acutifolium
Brosimum acutifolium (nomes comuns: mururé, caucho, muiratinga) é uma árvore da família das moráceas.
A fruta é preta, de caroço grande.